# Xã Summit, Quận Effingham, Illinois
Xã Summit (tiếng Anh: Summit Township) là một xã thuộc quận Effingham, tiểu bang Illinois, Hoa Kỳ. Năm 2010, dân số của xã này là 3.584 người.